# Cleidogona accretis
Cleidogona accretis är en mångfotingart som beskrevs av Shear 1972. Cleidogona accretis ingår i släktet Cleidogona och familjen Cleidogonidae. Inga underarter finns listade i Catalogue of Life.